# (8922) Kumanodake
(8922) Kumanodake es un asteroide perteneciente al cinturón de asteroides, descubierto el 10 de noviembre de 1996 por Tomimaru Ōkuni desde el Observatorio Astronómico Civil de Nanyo, Yamagata, Japón.

## Designación y nombre
Designado provisionalmente como 1996 VQ30. Debe su nombre a Zao Kumanodake, ubicado entre las prefecturas de Miyagi y Yamagata en la parte norte del Japón continental, fue designado parque nacional en 1963. El monte Kumanodake tiene una altura de 1841 metros.

## Características orbitales
Kumanodake está situado a una distancia media del Sol de 2,297 ua, pudiendo alejarse hasta 2,550 ua y acercarse hasta 2,044 ua. Su excentricidad es 0,110 y la inclinación orbital 4,865 grados. Emplea 1271,48 días en completar una órbita alrededor del Sol.

## Características físicas
La magnitud absoluta de Kumanodake es 14,10. Tiene 4,028 km de diámetro y su albedo se estima en 0,311.